# Shai Agassi
Shai Agassi (en hebreo: שי אגסי) (Ramat Gan, Israel, 1968) es el fundador y director ejecutivo de Better Place (previamente conocida como Project Better Place).  Anteriormente, Agassi fue presidente del grupo de tecnología y productos en SAP AG. El 28 de marzo de 2007 dimitió de su puesto para perseguir sus intereses en energías alternativas y cambio climático. En octubre de 2007 fundó la empresa Project Better Place que se centraba en el transporte ecológico e infraestructuras basadas en el Coche eléctrico como alternativa a la tecnología de combustibles fósiles. En 2003, a la edad de 36, Agassi fue nombrado como una de las 20 personas más influyentes de 2003 en una lista conjunta de la cadena CNN y la revista TIME
En mayo de 2009, Agassi volvió a ser incluido en la lista de las 100 personas más influyentes por la revista TIME.